# アビバジャパン

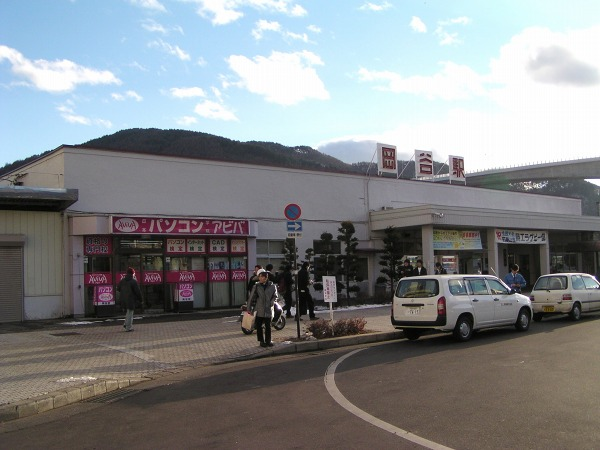
岡谷校（長野県岡谷市岡谷駅内、2005年12月撮影）

アビバジャパン (Aviva Japan) は、かつて存在したパソコン (PC) スクール運営を主な事業とする株式会社である。2005年1月18日破綻し、2005年4月1日清算が完了した。現在、パソコンスクール アビバは、株式会社リンクアカデミー（リンクアンドモチベーション100％出資の子会社）が引き継ぎ全国で運営している。

## 概要
1979年、株式会社名教として設立。当初は生徒の成績管理用ソフト開発会社としてスタート、しかし、経営的に立ち行かず、さまざまな試行錯誤をへて、1981年にパソコンスクールへ進出。パソコンの使い方を売るのではなく、資格を売るという方法をとった。学校教育法で定める学校ではない。
アビバの名の由来は、フランス語で「生き生きと」から来ている。
1996年に、会社名を株式会社アビバジャパン、教室名をアビバと改名。有名タレントを起用した大量のCMに加えて、資格取得ニーズの高まりや教育訓練給付金制度の導入が業績を急拡大させた。
最盛期には、直営方式の成人のためのパソコン教室「日本パソコン学院アビバ」、フランチャイズ方式の小・中学生のための「パソコンスクールアビオ」、さらにはスカイパーフェクTV!756チャンネル「アビバ・パソコンTV!」755チャンネル「アビバ・ライセンスTV!」の放送を行うまでになった。
しかし、2003年5月の教育訓練給付金制度の80%給付から40％への見直しを境に、新規受講者数が大幅に減少。財務運営に支障をきたし、破綻した。

## 破綻理由
2004年度末、全国に330の教室を展開、約5万4千人が在籍、年間で延べ約10万人が資格取得し、業界最大手であった。
しかし、2003年の教育訓練給付金制度の見直しで新規受講者が減少、多額の広告宣伝費と相まって業績不振に陥り、2003年12月期には、売上高が206億9400万円、借入金総額が67億9200万円となり、営業損失16億7400万円、経常損失18億6700万円、当期純損失20億8000万円の赤字に転落。産業再生機構に支援を申し込みするに至った。
2005年1月18日に、産業再生機構が支援を決定。2005年4月1日、ベネッセが95%以上出資する譲受会社の株式会社アビバへと営業の全てを譲渡。株式会社アビバジャパンは清算された。

## その後
- ベネッセホールディングスは2010年3月1日、パソコン教室を展開する完全子会社アビバ（名古屋市）の全株式を、情報技術支援会社スリープログループ（東京）へ売却する、と発表した。産業再生機構の支援を受けて経営再建を進め、新たに法人研修事業なども立ち上げたが、同社の他の事業との相乗効果が見込めないためとしている。
- 創業者で代表取締役であった牧野常夫はアビバジャパン経営権を手放したが、残された別法人株式会社情報学習新聞社（JAGAT株式会社）を用いて再起、資格教育サーヴィスを継続している。

## 主なCM出演者
- 片桐はいり - アビバ改名前のワープロパソコン学院時代に出演
- 加藤茶 - 『アビバア』という老婆のキャラクターに扮し、長らくイメージキャラクターを務める。加藤降板後はイラストキャラクターとして存続。
- ビビアン・スー
- 牧瀬里穂
- 山田まりや
- ネプチューン
- RAG FAIR
- 蛯原友里
- ガッツ石松 - パソコンに触れた事の無い会社員がアビバに通い、資格を取得したという設定で出演。
- 岡本麗 - ガッツの妻役で出演。
- 鈴木紗理奈 - ガッツの娘役で出演。
- 遠藤久美子

## 関連会社
- 株式会社アビバ出版社 - 受験情報誌出版
- 株式会社ローカス - パソコン関連書籍出版
- 株式会社アプランドルスタッフ - 人材派遣業
- 株式会社日本アビオ学院 - パソコンスクールのフランチャイズ運営